# Nico H. J. van den Boogaard
Nicolaas Hendricus Johannes van den Boogaard (* 28. Oktober 1938 in Amsterdam; † 25. Dezember 1982 in Heemstede) war ein niederländischer Romanist und Mediävist.

## Leben und Werk
Boogaard wurde 1970 an der Universität Amsterdam bei Paul Zumthor promoviert mit der Arbeit Rondeaux et refrains du XIIe siècle au début du XIVe. Collationnement, introduction et notes (Paris 1969) und war ebenda von 1971 bis zu seinem frühen Tod ordentlicher Professor für Romanische Philologie (zeitweise auch Dekan).

## Weitere Werke
- (Hrsg. mit Willem Noomen), Nouveau recueil complet des fabliaux (NRCF), 10 Bde., Assen 1983–2001 (postum)
- Autour de 1300. Etudes de philologie et de littérature médiévales, Amsterdam 1985 (postum hrsg., mit Schriftenverzeichnis)